# Sphaerodoropsis longipapillata
Sphaerodoropsis longipapillata är en ringmaskart som beskrevs av Desbruyères 1980. Sphaerodoropsis longipapillata ingår i släktet Sphaerodoropsis och familjen Sphaerodoridae. Arten har ej påträffats i Sverige. Inga underarter finns listade i Catalogue of Life.